# Diadeemschildpad
De diadeemschildpad (Hardella thurjii) is een schildpad uit de familie Geoemydidae. De soort werd voor het eerst wetenschappelijk beschreven door John Edward Gray in 1831. Oorspronkelijk werd de wetenschappelijke naam Emys thurjii gebruikt. Lange tijd behoorde de soort tot het geslacht Emys uit de familie moerasschildpadden (Emydidae). Tegenwoordig behoort de schildpad tot een andere familie en is het de enige soort uit het geslacht diadeemschildpadden (Hardella).

## Verspreiding en habitat
De schildpad komt voor in delen van Azië, in de landen Bangladesh, India en Pakistan. In India is de schildpad alleen in het noorden van het land aangetroffen. De habitat bestaat uit verschillende typen wateren met liefst een modderbodem. De schildpad bewoont met name bredere en diepere rivieren zoals de Ganges. De diadeemschildpad is een zeer goede duiker. De longen zijn omgeven door een benige versteviging. Dit is waarschijnlijk een aanpassing op de hogere waterdruk die de duikende schildpad ondervindt.

## Uiterlijke kenmerken
De diadeemschildpad bereikt een schildlengte tot ongeveer 55 centimeter en is eenvoudig te herkennen aan het iets opstaande midden van het schild, dat bestaat uit een flauwe kiel. De kleur van de huid en het schild is meestal egaal bruin tot zwart. De naam diadeemschildpad is te danken aan de twee gele strepen op de kop en nek. De eerste begint in de hals en loopt boven de ogen waar de streep feller en dikker wordt. De tweede streep loopt van de onderzijde van de hals en eindigt onder de bek, ook de snuitpunt is geel.
Bij oudere dieren zit er een gele ring tussen de onderste rij schildplaten en de rugschildplaten maar juveniele dieren hebben een gele schildrand en fellere kleuren, meestal zijn ze groen.

## Levenswijze
De diadeemschildpad is sterk aan water gebonden en komt alleen af en toe aan land om te zonnen. in tegenstelling tot veel andere reptielen legt het vrouwtje van de soort haar eieren onder water. Op het menu staan voornamelijk planten zoals waterplanten maar ook kleine dieren als insecten en vissen worden gegeten, de soort is dus omnivoor. Uit waarnemingen van exemplaren die in gevangenschap werden bestudeerd is bekend dat de schildpad grote hoeveelheden voedsel wegwerkt.

## Bedreiging door de mens
Het gaat niet goed met de diadeemschildpad omdat de mensen in relatief arme gebieden waar de schildpad van nature voorkomt wel raad weten met het slome en ongevaarlijke reptiel dat veel geld waard is. De schildpad wordt meestal tot gedroogd schild of schildpaddenolie verwerkt voor de export. Ook habitatvernietiging heeft een negatieve invloed op de soort.

## Ondersoorten
Er worden twee ondersoorten erkend, die verschillen in het uiterlijk en het verspreidingsgebied.
- Ondersoort Hardella thurjii thurjii
- Ondersoort Hardella thurjii indi